# Picknick

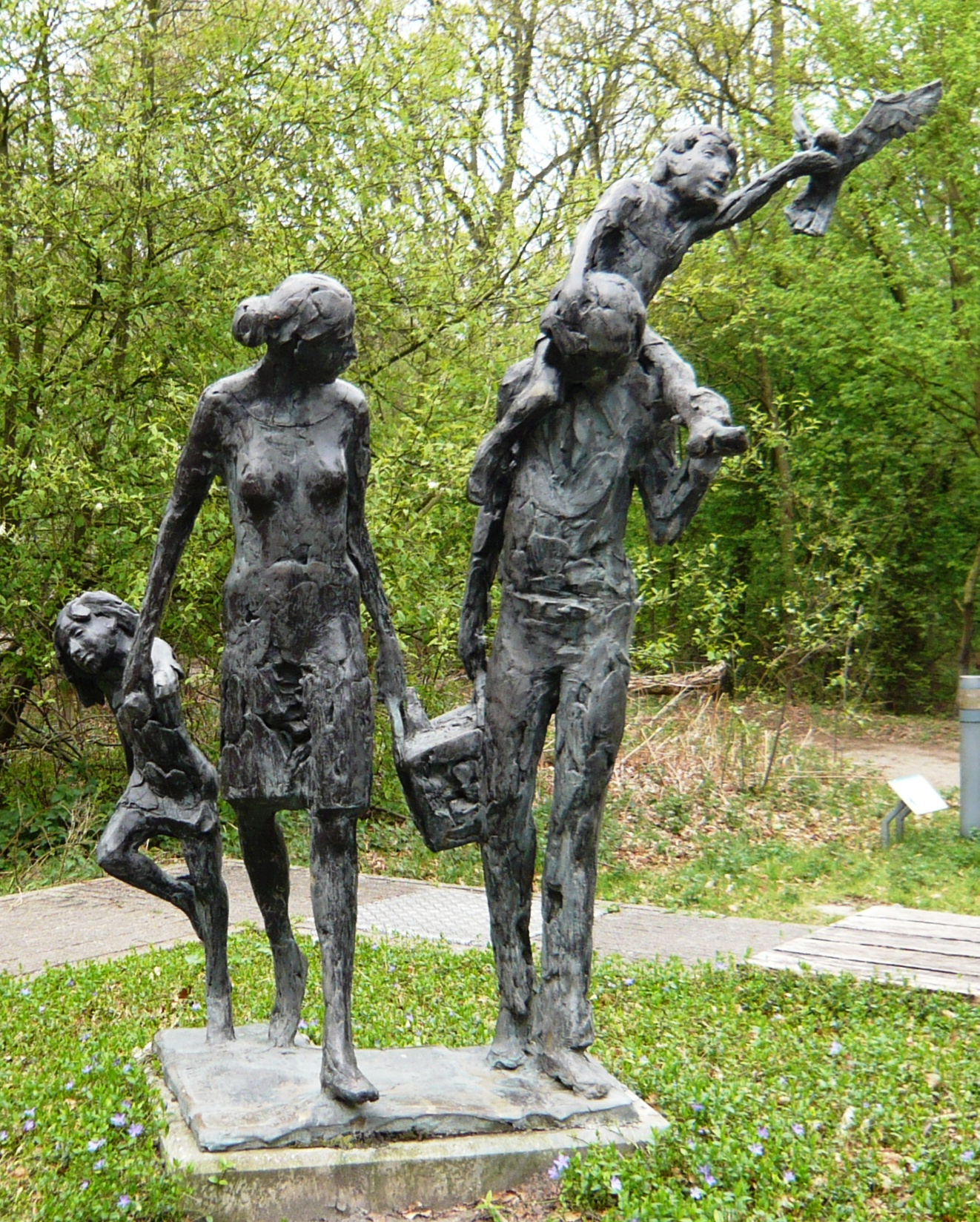
Picknick door Kees Verkade in Vogelenzang, 1978

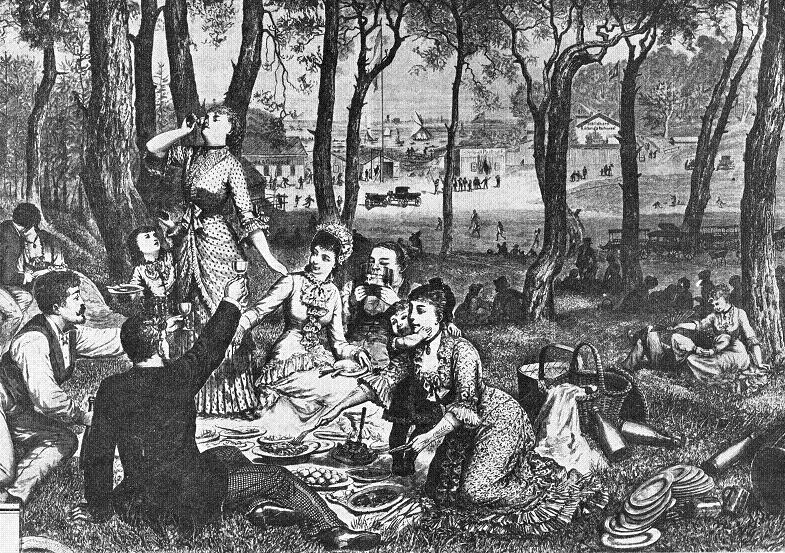
Picknick in het Grunewald, 1881

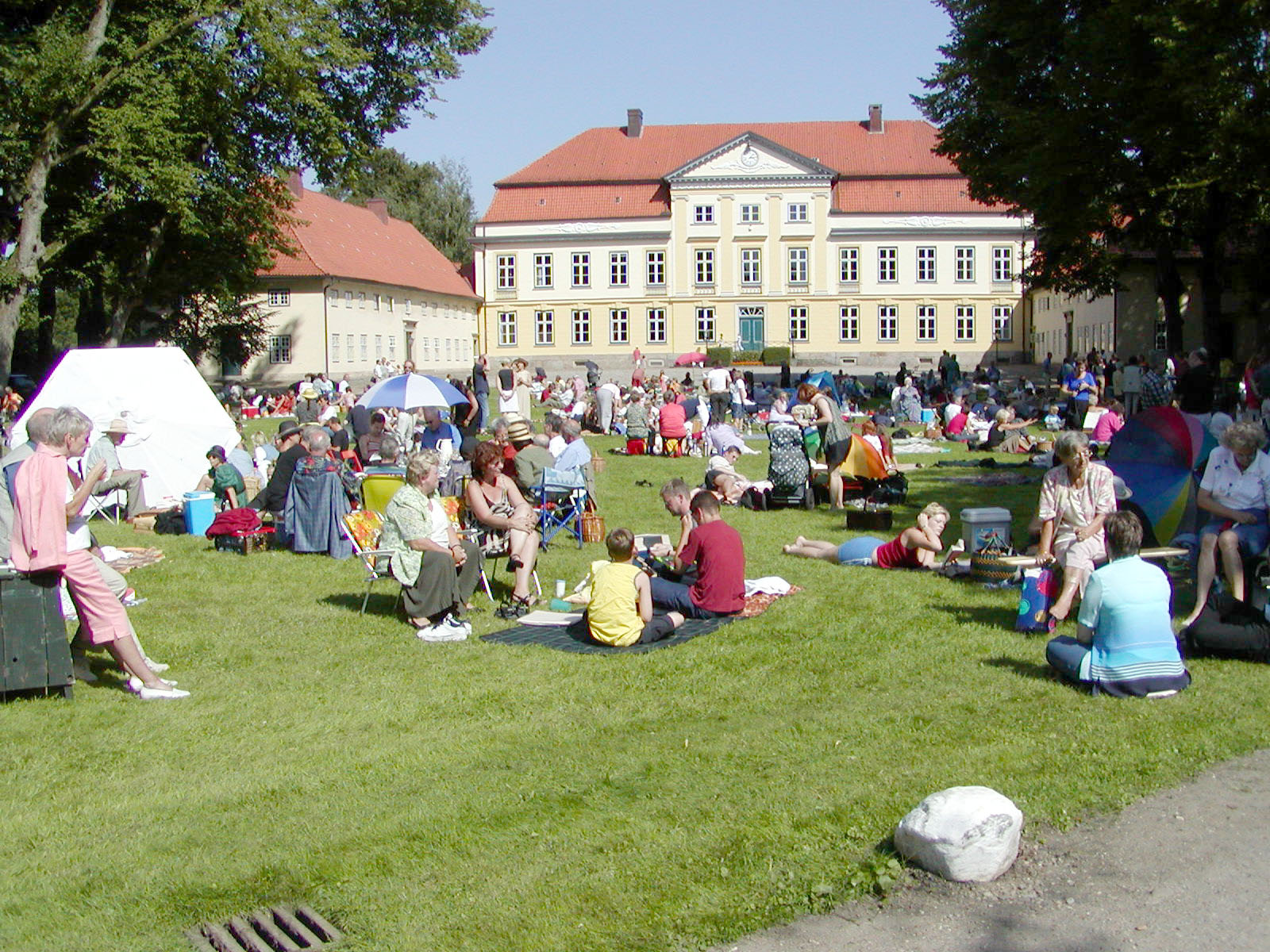
Picknick in 2001

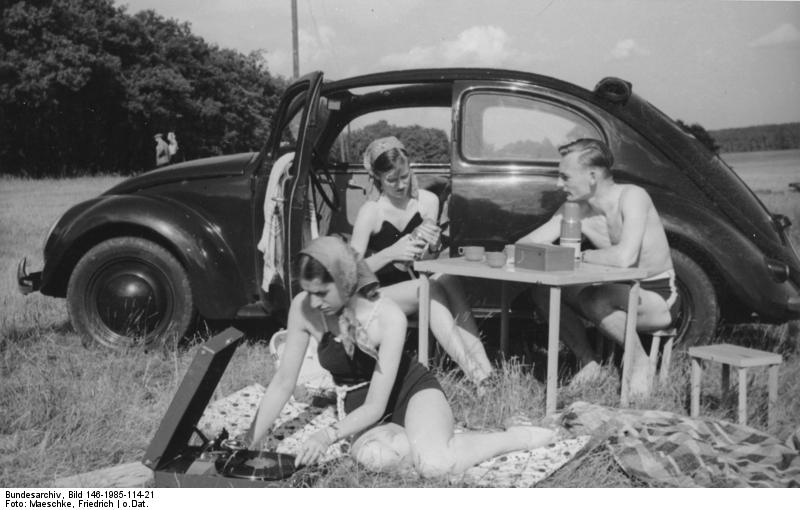
Picknick rond 1950

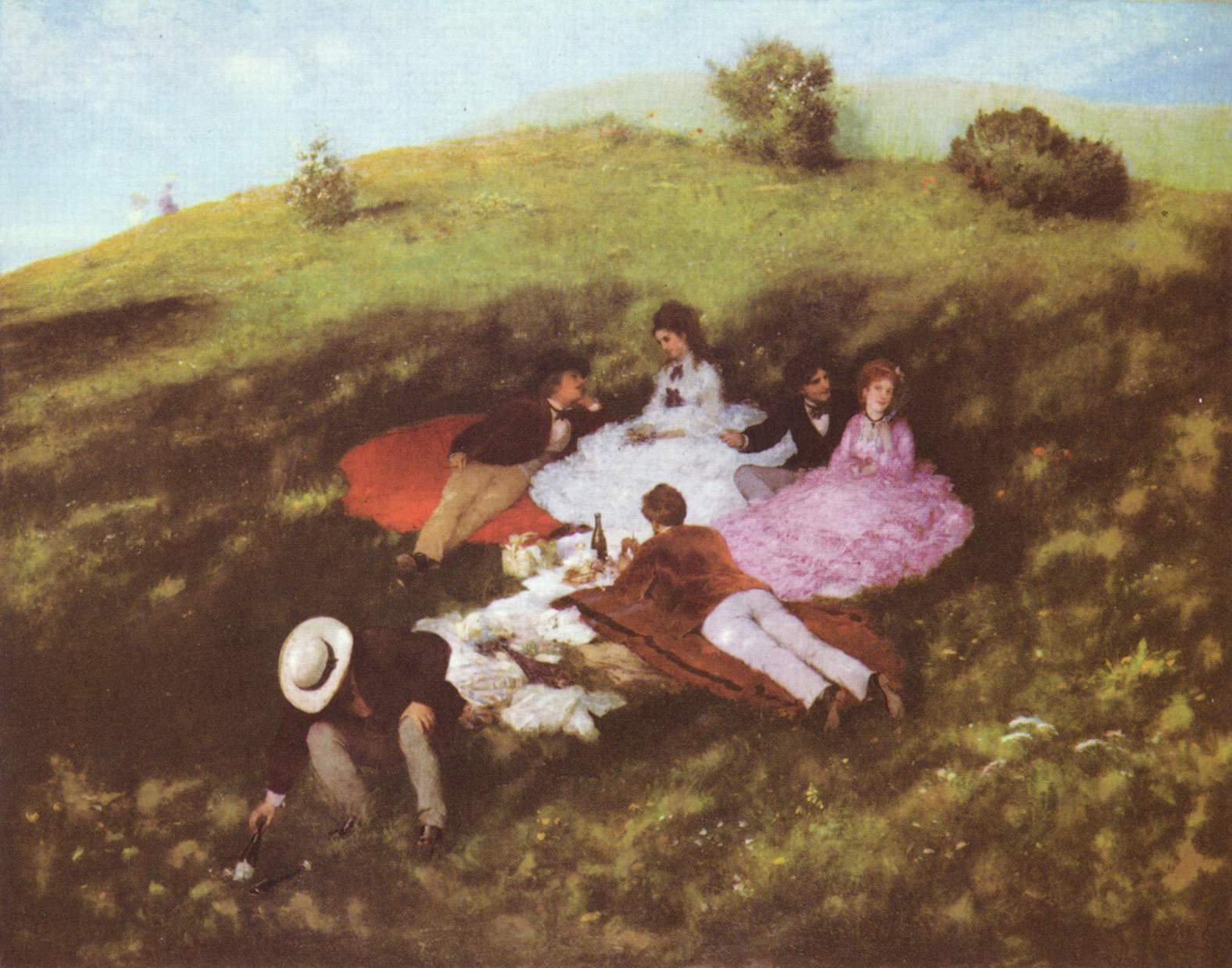
Picknick, Pál Szinyei Merse, 1873

Een picknick is een maaltijd in de buitenlucht, ergens anders dan op een horecaterras of bij de woning. Picknicken kan bijvoorbeeld in het bos, in een park of op het strand. Het kan op de grond en op meegebrachte meubels zoals klapstoeltjes en eventueel een klaptafel. Als het op de grond is wordt soms een kleed, laken, of handdoek uitgespreid.
Verzorgingsplaatsen langs snelwegen zijn berekend op picknickers. Vaak staan er houten picknicktafels en altijd zijn er afvalbakken. Een dergelijke tafel wordt als pictogram gebruikt op de wegwijzers naar de verzorgingsplaats.
Op veel plaatsen zijn picknickers niet welkom, omdat ze de naam hebben rommel achter te laten. Het is vaak lastig ze daarvoor te beboeten, doordat er pas sprake is van achtergebleven rommel als de picknickers verdwenen zijn. Het gegeven dat ze volgens sommigen plaatsen 'inpalmen' zonder dat de lokale economie daar baat bij heeft (bijvoorbeeld door consumptie bij de lokale horeca) stuit ook weleens op verzet. Een bekend voorbeeld is de strijd van burgemeester Leopold Lippens van Knokke-Heist tegen de zogenaamde frigoboxtoeristen.
Kampeerders die een tent opzetten om de nacht door te brengen, zullen daar meestal ook de maaltijd gebruiken.
Dit wordt echter niet picknicken genoemd.

## Etymologie
Picknick is afkomstig van het Franse pique nique, en wordt al sinds de 17e eeuw gebruikt. Pique betekent 'iets uitkiezen' terwijl nique een 'kleinigheid' betekent. Het verwijst dus naar de verschillende soorten voedsel die op het kleed zijn uitgestald en waaruit de deelnemers kunnen kiezen.
Hoewel het een van oorsprong Frans woord is, doet de Nederlandse schrijfwijze vermoeden dat het woord via het Engels is ontleend. In het Engels schreef men voorheen picknick, tegenwoordig picnic.

## Koel
Daar het wenselijk is slechts tijdens goede weersomstandigheden met hoge temperaturen te picknicken, is het van belang om rekening te houden met bederfelijkheid van etenswaar. Men kan gebruikmaken van een koelbox om de levensmiddelen langer koel te houden. Aangezien de koelbox uit zichzelf geen koelend vermogen bezit, wordt er gebruikgemaakt van koelelementen die vooraf gekoeld zijn in een vriezer. De elementen worden samen met de levensmiddelen in de isolerende koelbox geplaatst. Het is van belang om te weten dat de koelelementen vaak tot ver onder het nulpunt gekoeld zijn en daarom niet in direct contact mogen komen met vochthoudende levensmiddelen. Een washandje om de koelelementen kan uitkomst bieden.

## Insecten
De stereotiepe picknick gaat vaak gepaard met een overvloed aan insecten. Dit is niet geheel onjuist, aangezien insecten zich aangetrokken voelen tot felle kleuren en de geur van producten die glucose bevatten. Men kan hier rekening mee houden door geen felle kleding te dragen  en levensmiddelen af te dekken. Men dient daar geen felgekleurd plastic voor te gebruiken. Bij sommige picknicks wordt gebruikgemaakt van insectennetten, beter bekend als klamboes. Deze vergen echter een grotere voorbereiding en dienen vakkundig geïnstalleerd te worden.